# Lucifer (singel Blue System)
Lucifer – pierwszy singel zapowiadający album Seeds of Heaven niemieckiego zespołu Blue System. Został wydany 18 marca 1991 roku przez wytwórnię Hansa International.

## Lista utworów
7" (Hansa 114 115) (BMG) 18.03.1991
| Nr | Tytuł                  | Długość |
| -- | ---------------------- | ------- |
| 1. | Lucifer                | 3:45    |
| 2. | Lucifer (Instrumental) | 3:45    |

12" (Hansa 614 115) (BMG) 18.03.1991
| Nr | Tytuł                  | Długość |
| -- | ---------------------- | ------- |
| 1. | Lucifer (Devil Mix)    | 6:17    |
| 2. | Lucifer (Radio Mix)    | 3:45    |
| 3. | Lucifer (Instrumental) | 3:45    |

CD (Hansa 664 115) (BMG) 18.03.1991
| Nr | Tytuł                  | Długość |
| -- | ---------------------- | ------- |
| 1. | Lucifer (Radio Mix)    | 3:45    |
| 2. | Lucifer (Devil Mix)    | 6:17    |
| 3. | Lucifer (Instrumental) | 3:45    |

## Lista przebojów (1991)
| Państwo | Najwyższe miejsce |
| ------- | ----------------- |
| Niemcy  | 25                |
| Austria | 8                 |

## Autorzy
- Muzyka: Dieter Bohlen
- Autor Tekstów: Dieter Bohlen
- Wokalista: Dieter Bohlen
- Producent: Dieter Bohlen
- Aranżacja: Dieter Bohlen
- Współproducent: Luis Rodriguez